# Hermodice carunculata
Il vermocane (Hermodice carunculata Pallas, 1766), detto anche verme cane, verme di fuoco o verme di mare, è un verme marino errante appartenente alla classe dei Policheti, nativo della zona tropicale dell'Oceano Atlantico e del Mar Mediterraneo.

## Descrizione

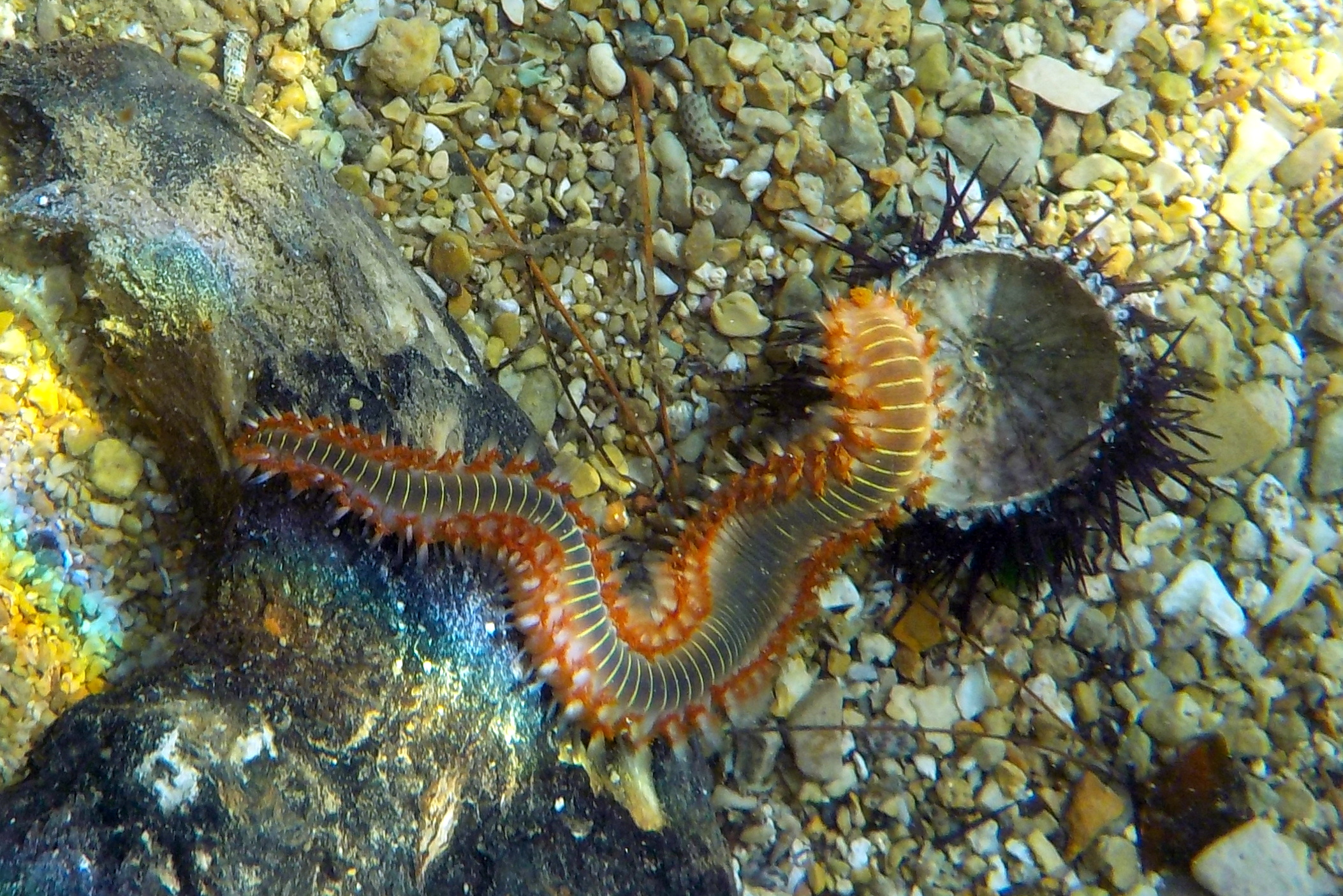
Un vermocane mentre si ciba di un Arbacia lixula

È un anellide dotato di setole urticanti e, se infastidito, o anche urtato inavvertitamente, può infliggere dolorose irritazioni lanciando gli aghi a uncino verso la minaccia. Il vermocane è una creatura lenta e non è considerato una minaccia per gli esseri umani, ma le setole, quando svasate, possono penetrare nella pelle umana iniettando una potente neurotossina che produce un'intensa irritazione e una dolorosa sensazione di bruciore attorno all'area di contatto.
La puntura può portare anche a nausea e vertigini. Questa sensazione dura fino ad alcune ore, ma si può continuare ad avvertire un formicolio doloroso intorno all'area di contatto. In caso di contatto accidentale, l'applicazione e il successivo distacco di nastro adesivo aiuterà a rimuovere le setole urticanti, mentre l'applicazione sulla zona di alcol denaturato/alcol isopropilico può aiutare ad alleviare il dolore.

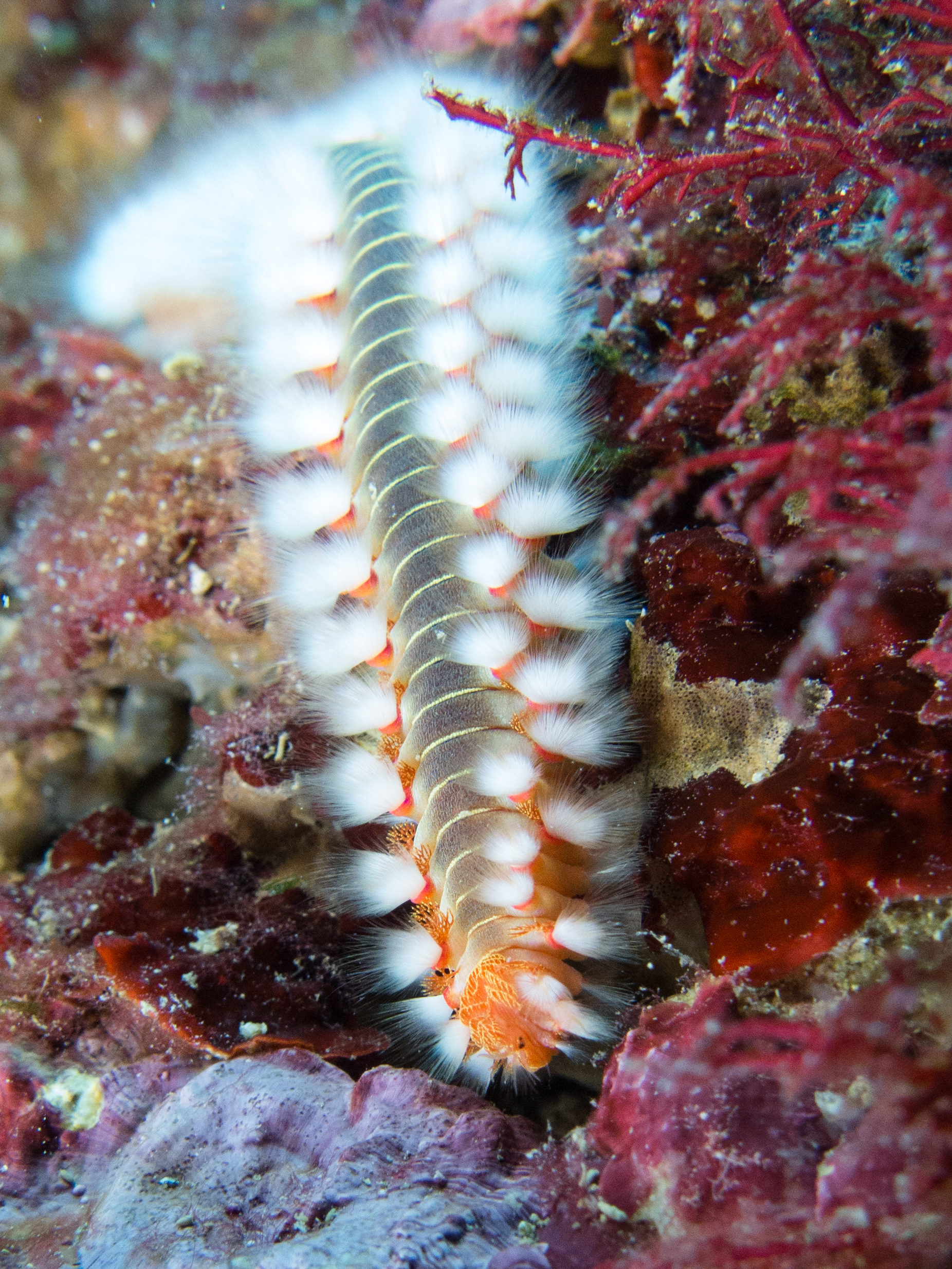
Dettaglio delle setole di un esemplare in Salento

I vermocane misurano di solito 15 centimetri di lunghezza media, ma possono raggiungere fino a 30 centimetri. A prima vista, questo verme del fuoco sembra un millepiedi con il suo aspetto allungato e appiattito, segmenti multipli, setole bianche, parapodi e branchie situati sui lati del corpo. I suoi colori sono vari e vanno dal verdastro al giallastro e al rossastro, dal grigiastro al bianco con un bagliore perlaceo.
Il corpo è composto da 60 a 150 segmenti identici, separati tra loro da una sottile linea bianca e protetti da cuticole. Ogni segmento ha un paio di parapodi, una struttura per la locomozione, grappoli di setole bianche urticanti e branchie rosse o arancioni, tutte in posizione bilaterale. La parte anteriore del verme si riconosce da piccole escrescenze, dette caruncole, che hanno lo stesso colore delle lamelle dei primi quattro segmenti. La bocca è ventrale e si trova sul secondo segmento. La testa è mostrata nel primo segmento e comprende gli occhi e altri organi di senso.

## Biologia
Vive sui fondali marini, soprattutto rocciosi, in tutte le acque costiere tropicali e sub-tropicali dell'Oceano Atlantico: sul versante orientale si trovano dall'Algeria alla Liberia, e sul versante occidentale dalla costa sud-orientale degli Stati Uniti alla Guyana, compreso il Golfo del Messico e il Mar dei Caraibi.
Si trovano anche nel Mar Mediterraneo, soprattutto attorno alle coste italiane: si può trovare a basse profondità (sia nello stretto di Messina, sia sulla costa del Mar Ionio possono essere trovati a pochi cm di profondità).
Il vermocane si trova in molti ambienti marini come coralli, rocce, fango, sabbia, posidonia e sul legno alla deriva, nonché nelle infrastrutture portuali in acque poco profonde dalla superficie fino a 40 m di profondità. Si nutre principalmente di sostanze in decomposizione e pesci morti, ma anche di ricci che attacca infilandosi sotto la parte che aderisce agli scogli: non è raro trovarne un gruppetto mentre si nutrono di un pesce morto.

## Mitologia
I vermocani sono animali leggendari dell'antica Grecia che avrebbero avuto due sembianze: la prima era un cane senza arti che strisciava, la seconda un insetto che abbaiava e viveva nell'inferno.

## Galleria d'immagini

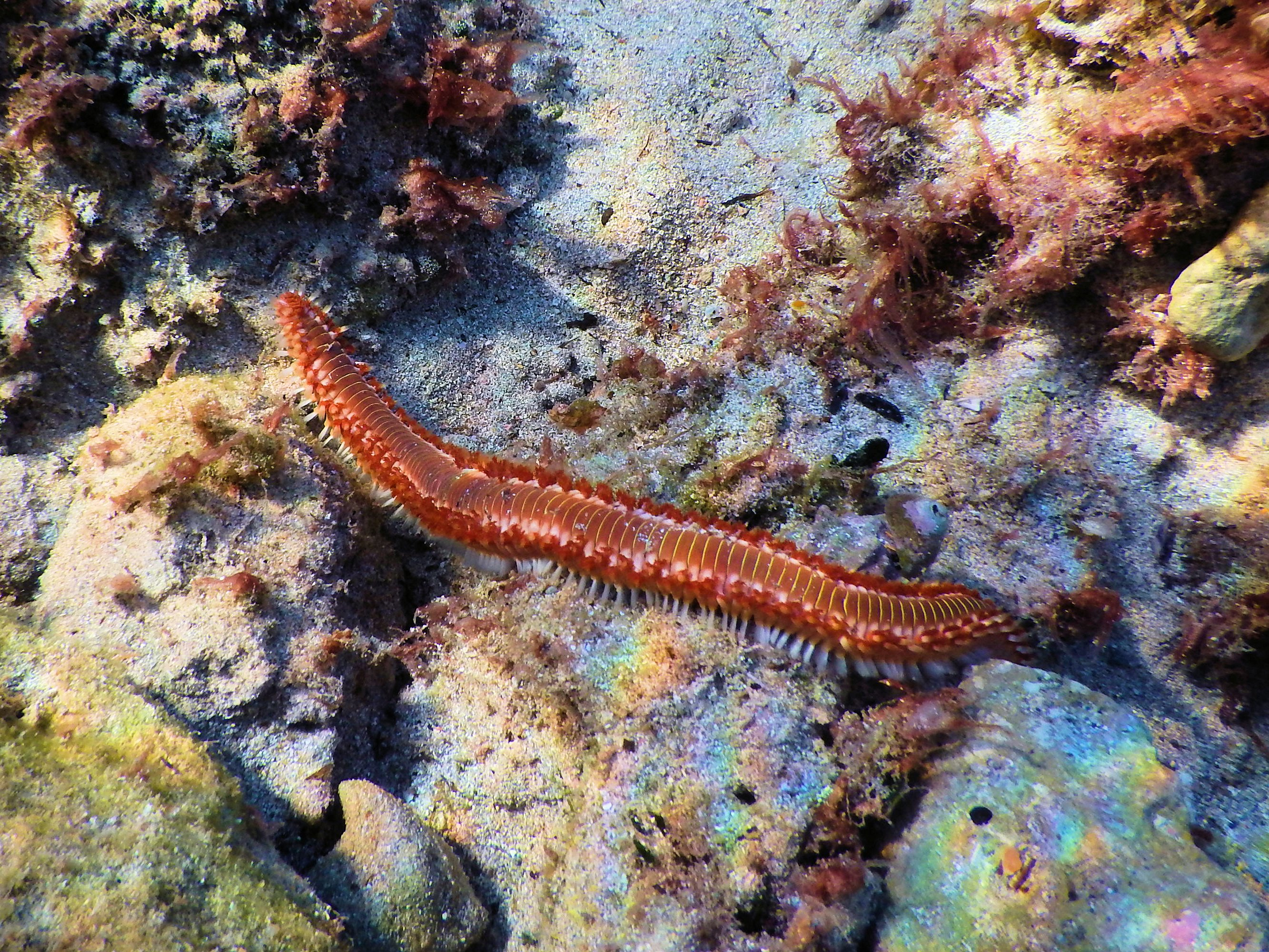
Vermocane (Hermodice carunculata) ripreso a Lido Gandoli, Marina di Leporano (TA)
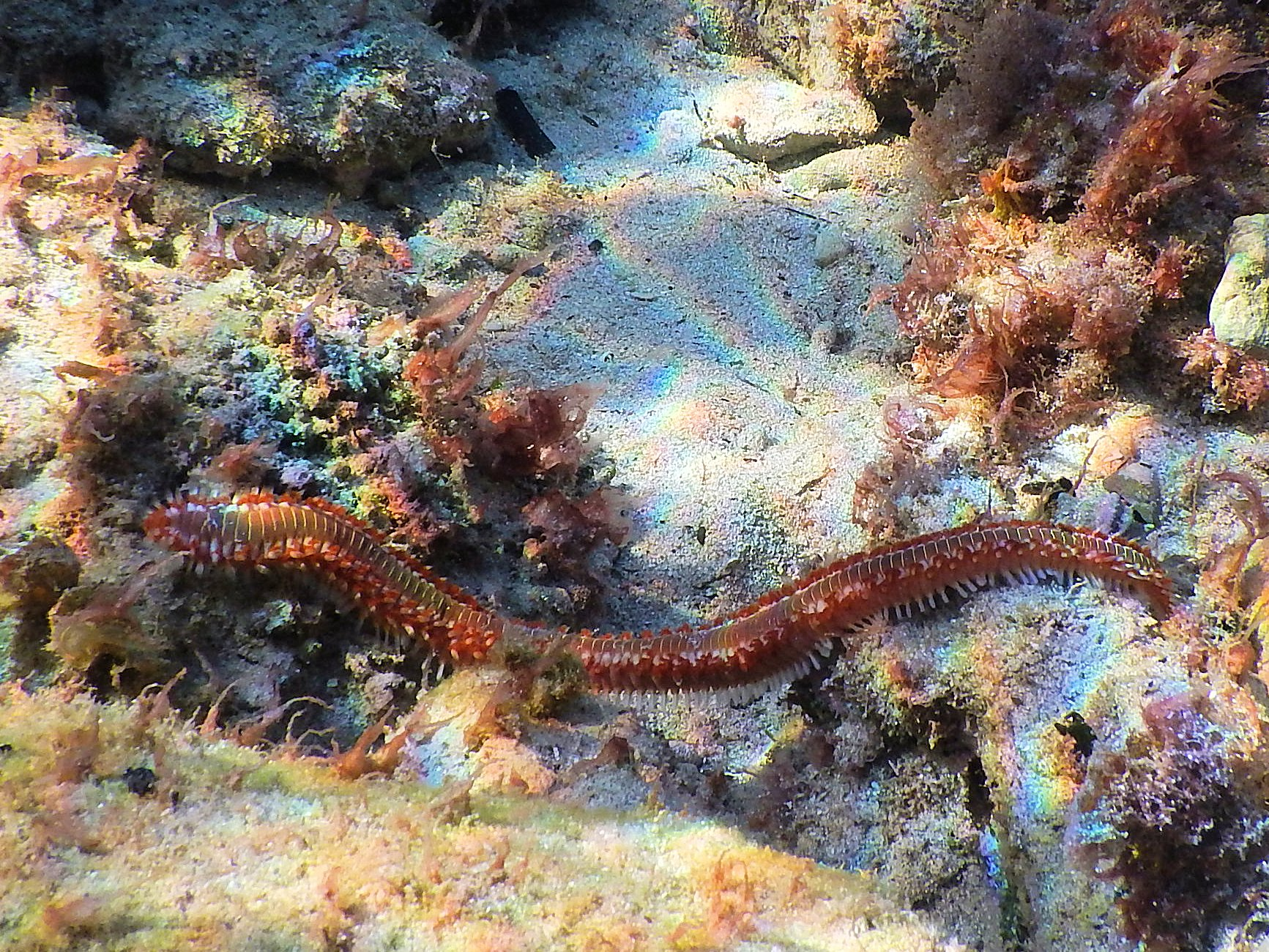
Vermocane (Hermodice carunculata) ripreso a Lido Gandoli, Marina di Leporano (TA)
- Vermocane (Hermodice carunculata) ripreso a Lido Gandoli, Marina di Leporano (TA)